# Gare de Zichem
La gare de Zichem (en néerlandais : station Zichem) est une gare ferroviaire belge de la ligne 35, de Louvain à Hasselt, située à Zichem, section de la ville de Montaigu-Zichem, dans la province du Brabant flamand en Région flamande.
Elle est mise en service en 1865 par le Grand Central Belge. C'est un arrêt sans personnel de la Société nationale des chemins de fer belges (SNCB) desservi par des trains InterCity, Omnibus (L) et d’Heure de pointe (P).

## Situation ferroviaire
Établie à 17 mètres d'altitude, la gare de Zichem est située au point kilométrique (PK) 25,651 de la ligne 35, de Louvain à Hasselt, entre les gares de Testelt et de Diest. C'était une gare de bifurcation avec la ligne 30, de Zichem à Montaigu.

## Histoire
La « station de Zichem » est mis en service le 1er février 1865 par le Grand Central Belge, lorsqu'il ouvre à l'exploitation la section d'Aarschot à Diest.
En 1892 elle devient une gare de bifurcation avec l'ouverture de la ligne de Zichem à Montaigu, construite et exploitée par la Grand Central Belge avant sa reprise par l'administration des chemins de fer de l'État belge en 1894.
Le service régulier des voyageurs est interrompu sur la ligne de Zichem à Montaigu et il n'y a plus de circulation à partir de 1972.
Le 23 mai 1993, le guichet est fermé et elle devient un simple arrêt sans personnel.
Le café-glacier-bar à vins "Icefisher" a été ouvert au rez-de-chaussée du bâtiment en 2021 avec un service de location de vélos tout-terrain.

## Service des voyageurs

### Accueil
Halte SNCB, c'est un point d'arrêt non géré (PANG) à accès libre. Elle dispose d'un automate de vente pour l'achat de titres de transport.
La traversée des voies et le passage d'un quai à l'autre s'effectuent par le passage à niveau routier.

### Desserte
Zichem est desservie par des trains InterCity, Omnibus (L) et d’Heure de pointe (P) de la SNCB qui effectuent des missions sur la ligne 35 (Louvain - Hasselt).
En semaine, il existe toutes les heures un train L de Louvain à Hasselt. Cette desserte est renforcée le matin par trois trains P Hasselt - Louvain et l'après-midi par trois trains P Louvain - Hasselt.
Les week-ends et jours fériés, Zichem est desservie toutes les heures par des trains IC reliant Anvers-Central à Hasselt.

### Intermodalité
Un parc pour les vélos et un parking pour les véhicules y sont aménagés.

## Comptage voyageurs
Ce graphique et tableau montre le nombre de voyageurs embarquant en moyenne durant la semaine, le samedi et le dimanche.
| Nombre de passagers qui embarquent à la gare de Zichem | Nombre de passagers qui embarquent à la gare de Zichem | Nombre de passagers qui embarquent à la gare de Zichem | Nombre de passagers qui embarquent à la gare de Zichem |
|                                                        | Semaine                                                | Samedi                                                 | Dimanche                                               |
| ------------------------------------------------------ | ------------------------------------------------------ | ------------------------------------------------------ | ------------------------------------------------------ |
| 1977                                                   | 582                                                    | 80                                                     | 80                                                     |
| 1978                                                   | 605                                                    | 89                                                     | 50                                                     |
| 1979                                                   | 442                                                    | 87                                                     | 62                                                     |
| 1980                                                   | 529                                                    | 74                                                     | 83                                                     |
| 1981                                                   | 500                                                    | 74                                                     | 73                                                     |
| 1982                                                   | 566                                                    | 104                                                    | 111                                                    |
| 1983                                                   | 440                                                    | 57                                                     | 81                                                     |
| 1984                                                   | 293                                                    | 40                                                     | 101                                                    |
| 1985                                                   | 377                                                    | 52                                                     | 44                                                     |
| 1986                                                   | 245                                                    | 33                                                     | 42                                                     |
| 1987                                                   | 277                                                    | 43                                                     | 59                                                     |
| 1988                                                   | 352                                                    | 49                                                     | 30                                                     |
| 1989                                                   | 259                                                    | 47                                                     | 53                                                     |
| 1990                                                   | 332                                                    | 43                                                     | 53                                                     |
| 1991                                                   | 282                                                    | 72                                                     | 69                                                     |
| 1992                                                   | 337                                                    | 59                                                     | 63                                                     |
| 1993                                                   | 349                                                    | 67                                                     | 66                                                     |
| 1994                                                   | 350                                                    | 46                                                     | 56                                                     |
| 1995                                                   | 375                                                    | 33                                                     | 53                                                     |
| 1996                                                   | 311                                                    | 37                                                     | 88                                                     |
| 1997                                                   | 337                                                    | 51                                                     | 50                                                     |
| 1998                                                   | 355                                                    | 42                                                     | 62                                                     |
| 1999                                                   | 263                                                    | 31                                                     | 46                                                     |
| 2000                                                   | 259                                                    | 44                                                     | 76                                                     |
| 2001                                                   | 268                                                    | 31                                                     | 44                                                     |
| 2002                                                   | 233                                                    | 41                                                     | 48                                                     |
| 2003                                                   | 220                                                    | 46                                                     | 48                                                     |
| 2004                                                   | 230                                                    | 42                                                     | 52                                                     |
| 2005                                                   | 253                                                    | 42                                                     | 40                                                     |
| 2006                                                   | 313                                                    | 54                                                     | 54                                                     |
| 2007                                                   | 268                                                    | 66                                                     | 32                                                     |
| 2008                                                   | -                                                      | -                                                      | -                                                      |
| 2009                                                   | 345                                                    | 52                                                     | 60                                                     |
| 2010                                                   | -                                                      | -                                                      | -                                                      |
| 2011                                                   | -                                                      | -                                                      | -                                                      |
| 2012                                                   | 346                                                    | 54                                                     | 106                                                    |
| 2013                                                   | 310                                                    | 56                                                     | 78                                                     |
| 2014                                                   | 321                                                    | 36                                                     | 51                                                     |
| 2015                                                   | 283                                                    | 38                                                     | 61                                                     |
| 2016                                                   | 284                                                    | 44                                                     | 73                                                     |
| 2017                                                   | 289                                                    | 77                                                     | 91                                                     |
| 2018                                                   | 279                                                    | 66                                                     | 71                                                     |
| 2019                                                   | 293                                                    | 94                                                     | 76                                                     |
| 2020                                                   | 163                                                    | 81                                                     | 99                                                     |
| 2021                                                   | -                                                      | -                                                      | -                                                      |
| 2022                                                   | 377                                                    | 131                                                    | 158                                                    |
| 2023                                                   | 260                                                    | 96                                                     | 94                                                     |
| 2024                                                   | 250                                                    | 165                                                    | 106                                                    |

## Patrimoine ferroviaire
Pour sa ligne Anvers - Hasselt (actuelles lignes 15, 16 et 35), le Grand Central Belge édifia un modèle standard de bâtiment des recettes comportant un corps de logis sous toiture transversale avec pignons munis d'un œil-de-bœuf, une petite aile de service ainsi qu'une aile de longueur variable destinée aux guichets, colis et salle(s) d'attente. La gare de Zichem comportait sans doute une aile plus courte à l'origine ; les deux dernières travées sont sans doute un ajout postérieur. Une seconde aile ouverte côté voies, en partie en bois, a été ajoutée de l'autre côté du corps de logis ; elle a depuis été reconstruite en briques.

Au moins 9 de ces bâtiments ont été construits dans les gares de :Boechout, Berlaar, Heist-op-den-Berg, Booischot, Testelt, Zichem, Zelem, Schulen et Kermt. De nombreuses gares de ce type ont été démolies, dont un certain nombre dans les années 1970 et 1980. La gare de Zichem est avec celle de Boechout la seule à avoir survécu.

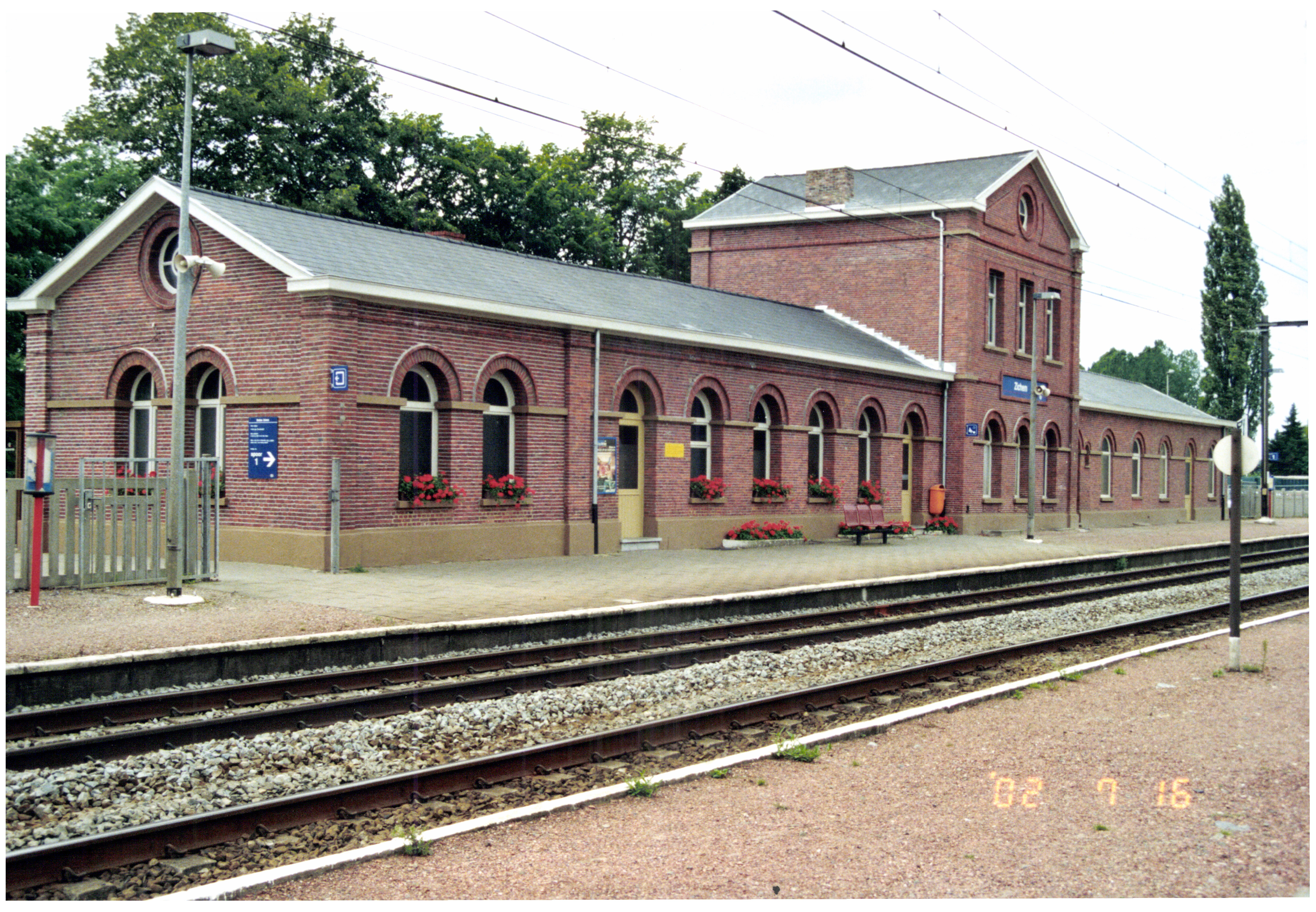
Bâtiment côté voies.
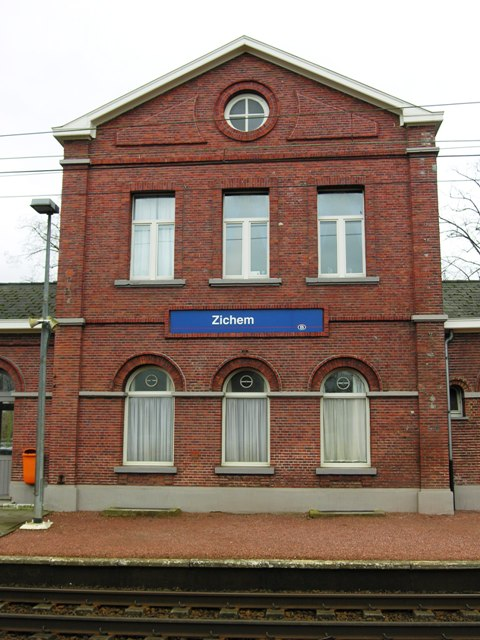
Corps central.
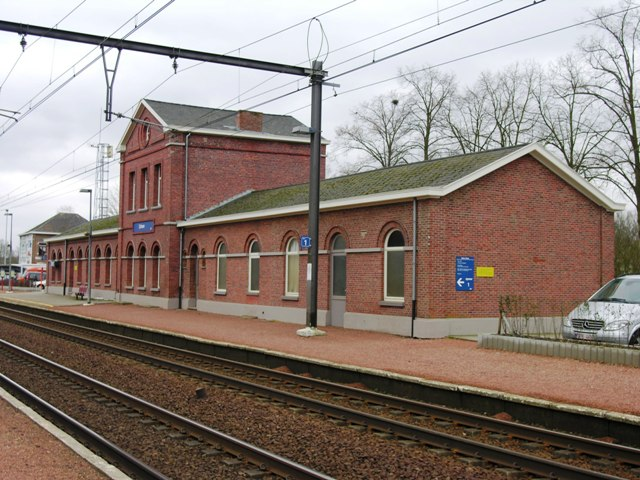
Aile de service.
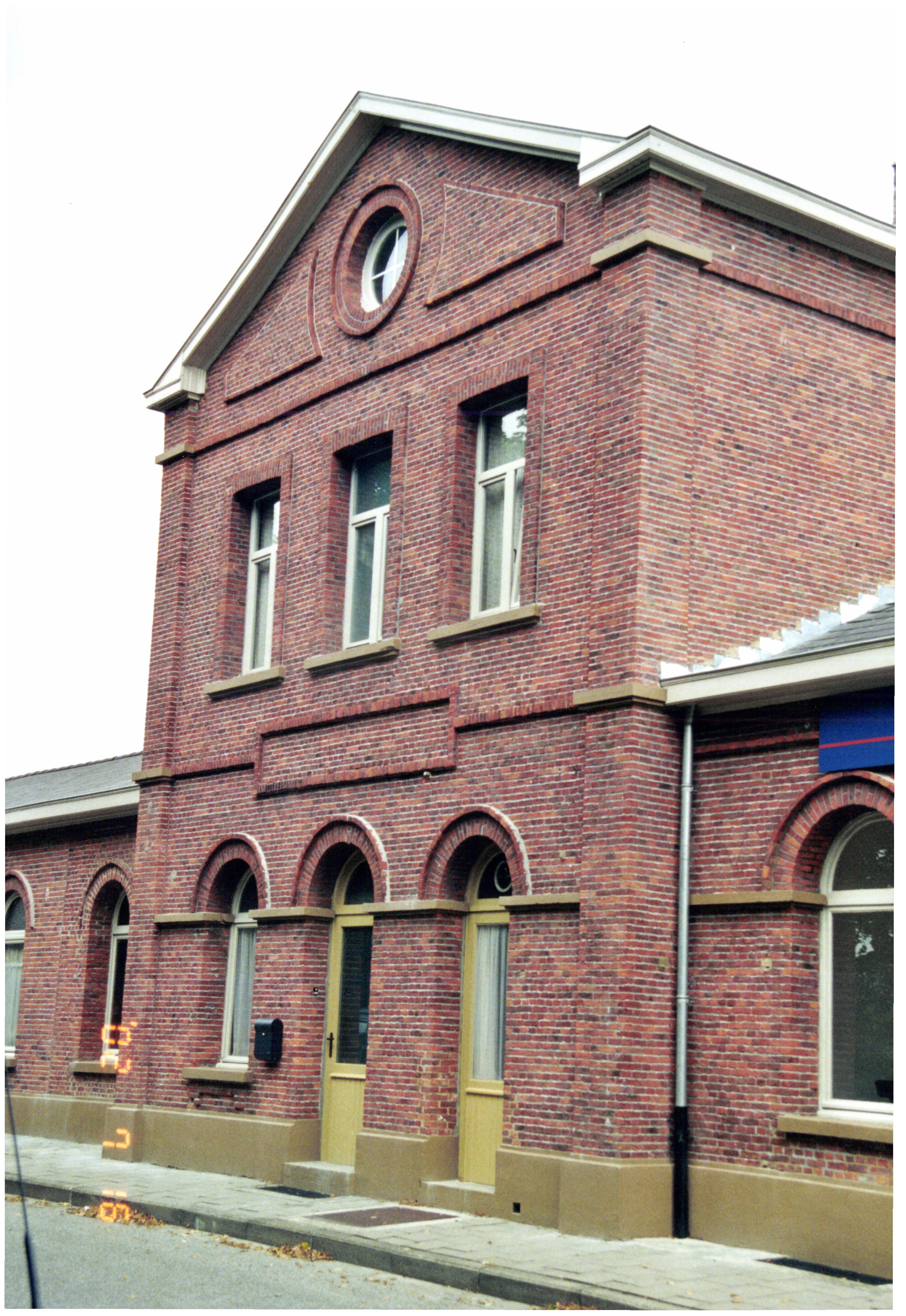